# Trevillian Island
Trevillian Island ist eine kleine, ovale und buckelförmige Insel vor der Mawson-Küste des ostantarktischen Mac-Robertson-Lands. In der Holme Bay liegt sie 1,5 km südlich der Insel Nøstet.
Norwegische Kartographen kartierten sie anhand von Luftaufnahmen der Lars-Christensen-Expedition 1936/37 und benannten sie deskriptiv als Rundøy (norwegisch für Runde Insel). Das Antarctic Names Committee of Australia benannte sie dagegen 1960 nach dem australischen Kartographen T. Trevillian, der für einige Jahre für die Erstellung von Kartenmaterial für die Australian National Antarctic Research Expeditions zuständig war.